# Bolesław Drobiński
Bolesław Henryk Drobiński (Ostróg, 23 ottobre 1918 – Chiddingfold, 26 luglio 1995) è stato un militare e aviatore polacco, che fu un pilota da caccia durante il corso della seconda guerra mondiale e asso dell'aviazione con 7 vittorie confermate, una condivisa e due probabili. Insignito della Croce di Cavaliere dell'Ordine Virtuti militari n.9676.

## Biografia
Nacque a Ostróg, Unione Sovietica, il 18 settembre 1918, figlio di Felicijan. Nel 1934 fece il suo primo volo su un aliante WS Wrona a Goleszów, vicino a Cieszyn. Superato l'esame di maturità a Dubno, il 2 gennaio 1938 entrò a far parte della Scuola cadetti d'aviazione di Dęblin.  Conseguito il brevetto di pilota militare terminò l'addestramento il 31 agosto 1939, e dopo lo scoppio della seconda guerra mondiale non partecipò ai combattimenti contro i tedeschi. Gli fu detto che i promessi caccia Hawker Hurricane venivano consegnati dalla Gran Bretagna a Costanza sul Mar Nero; avrebbe dovuto riportarne uno in Polonia e poi combattere. Quando l'invasione sovietica della Polonia pose fine a questo piano, attraversò la Romania dove fu trattenuto in un campo vicino a Slatina. Fuggì e prese un treno per Bucarest, scese giù alla periferia della città e prese un taxi per il consolato polacco. Lì gli vennero dati soldi e un indirizzo in cui alloggiare. Il giorno dopo prese un treno per Parigi falsificando i suoi documenti e corrompendo un controllore per chiuderlo in uno scompartimento di prima classe, rendendo così il suo pericoloso viaggio un po' più confortevole. Via Jugoslavia e Italia raggiunse Cherbourg, in Francia, salpò per Southampton, dove nel gennaio 1940 entrò nell'aeronautica militare polacca con la matricola RAF 76731. Pur considerandosi un pilota completamente addestrato fu inviato alla RAF Eastchurch per apprendere in maniera rudimentale la lingua inglese e imparare a marciare.
Nell'agosto 1940 frequentò l'addestramento presso la No.7 Operational Training Unit a Old Sarum.  Il 24 agosto stava effettuando una ricognizione di settore quando rimase quasi senza carburante, ritornò alla base e la trovò pesantemente bombardata. Inseguì uno degli aerei attaccanti ma notò che l'indicatore del carburante era sceso a zero e atterrò brillantemente in volo planato.  L'11 settembre 1940 fu assegnato allo No 65 Squadron RAF di stanza a Turnhouse, dove combatté durante la battaglia d'Inghilterra.
Il 15 febbraio 1941 rimase ferito mentre volava su un Supermarine Spitfire Mk. II (n. P7829). Dal 2 marzo 1941 fu trasferito al No.303 Polish Fighter Squadron. Il 15 maggio 1941, nell'ambito dell'Operazione Rhubarb, insieme al sottotenente Marian Bełc danneggiò uno Junkers Ju 52 che si trovava a terra sull'aeroporto di St. Inglevert. Sulla via del ritorno in Inghilterra i due piloti attaccarono un convoglio di cinque navi, incendiando una che poi affondò.  Il 18 giugno 1941 abbatte due caccia Messerschmitt Bf 109, e il 21 dello stesso mese, durante l'operazione Circus 17, danneggiò gravemente l'aereodell'asso tedesco Adolf Galland, costringendolo ad un atterraggio a carrello retratto. Il 22 abbatte un Bf 109 cui ne seguì un altro il giorno 25 giugno. Il 3 luglio abbatte un altro caccia Bf 109, e il 7 luglio reclamò un altro abbattimento che gli venne concesso in condivisione. Il 19 settembre, durante una cerimonia tenutasi presso la base dello squadron, gli fu conferita la Distinguished Flying Cross. Il 13 marzo conseguì la sua ultima vittoria abbattendo un caccia Bf 109. 
Il 18 marzo 1942 fu nominato istruttore al No.58 OTU di Grangemouth. Tornò al No.303 Squadron il 9 agosto e assunse il comando della Flight  "A". Ritornò alla No.58 OTU come istruttore il 9 aprile 1943, trasferito al No.317 Polish Fighter Squadron come comandante della Flight "B". Il 3 aprile 1944 assunse l'incarico di aiutante del Ministro della Difesa del governo della Repubblica di Polonia in esilio. Il 26 settembre 1944 assunse il comando del No.303 Polish Fighter Squadron. Il 25 aprile 1945 guidò il suo reparto nel suo ultimo volo di combattimento, durante il quale 255 bombardieri Avro Lancaster bombardarono la residenza di Adolf Hitler del Berghof a Berchtesgaden. Dopo lo scioglimento dell'aeronautica polacca in Gran Bretagna, prestò servizio nella No.61 OTU e dal 20 marzo 1946 prestò servizio come ufficiale di collegamento polacco al comando del No.11 Group della Royal Air Force.
Smobilitato nel 1948, decise di non tornare nella Polonia comunista. Inizialmente lavorò nell'industria petrolifera in America, nel 1954 si stabilì nelle zone rurali del Surrey, in Inghilterra, e iniziò a gestire la fattoria di suo suocero. Nel 1960 ricevette la cittadinanza britannica, e nel 1969 lavorò come consulente tecnico nel film I lunghi giorni delle aquile. Morì a Chiddingfold, nel Surrey, il 26 luglio 1995. 
Nel 1943 si sposò in Inghilterra ed ebbe due figli e una figlia.

### Annotazioni
1. ↑  Chiamò l'ufficio stranieri per ottenere un passaporto britannico ma la risposta del funzionario fu Dovrai aspettare cinque anni, al che egli rispose Ma io combatto con la RAF e l'aeronautica polacca dal 1940". Imperturbabile il funzionario rispose "Oh, questo non conta, sei venuto qui senza il permesso di atterrare".

### Fonti
1. 1 2 3 4 5 6 7 8 9 10 11 12 13 14 15 16 17 18  The Battle of Britain.
2. ↑  (PL) "Lista Bajana", su polishairforce.pl.
3. 1 2 3 4 5 6 7 8 9 10 11  All Spitfire Pilots.
4. ↑  Pawlak 2009, p. 231.
5. ↑  Krzystek, Krzystek 2012, p. 161.
6. ↑  Zieliński, Matusiak, Gretzyngier 2015, p. 48.
7. 1 2 3  Zieliński, Matusiak, Gretzyngier 2015, p. 49.
8. ↑  Król 1990, p. 140.
9. ↑  (EN) Bale out 1941, su ejection-history.org.uk. URL consultato il 2 dicembre 2017 (archiviato dall'url originale il 1º gennaio 2015).
10. ↑  Król 1990, p. 143.
11. ↑  Zieliński, Matusiak, Gretzyngier 2015, p. 56.
12. ↑  Łukomski, Polak, Suchcitz 1997, p. 403.